# Edgewater (Alabama)
Edgewater és una concentració de població designada pel cens dels Estats Units a l'estat d'Alabama. Segons el cens del 2000 tenia 730 habitants.

## Demografia
Segons el cens del 2000, Edgewater tenia 730 habitants, 295 habitatges, i 192 famílies. La densitat de població era de 240,9 habitants/km².
Dels 295 habitatges en un 25,1% hi vivien nens de menys de 18 anys, en un 34,6% hi vivien parelles casades, en un 24,1% dones solteres, i en un 34,6% no eren unitats familiars. En el 31,9% dels habitatges hi vivien persones soles el 14,9% de les quals corresponia a persones de 65 anys o més que vivien soles. El nombre mitjà de persones vivint en cada habitatge era de 2,47 i el nombre mitjà de persones que vivien en cada família era de 3,12.
Per edats la població es repartia de la següent manera: un 22,5% tenia menys de 18 anys, un 7,4% entre 18 i 24, un 25,2% entre 25 i 44, un 27,8% de 45 a 60 i un 17,1% 65 anys o més.
L'edat mitjana era de 42 anys. Per cada 100 dones hi havia 97,3 homes. Per cada 100 dones de 18 o més anys hi havia 85,6 homes.
La renda mitjana per habitatge era de 21.322 $ i la renda mitjana per família de 47.240 $. Els homes tenien una renda mitjana de 26.786 $ mentre que les dones 20.962 $. La renda per capita de la població era de 14.240 $. Aproximadament el 2,5% de les famílies i el 10,2% de la població estaven per davall del llindar de pobresa.

## Poblacions properes
El següent diagrama mostra les poblacions més properes.